# Tamburino (personaggio)
Tamburino (Thumper), chiamato Tìppete nei prodotti editoriali, è un personaggio Disney apparso nel film del 1942 Bambi e nel midquel Bambi 2 - Bambi e il Grande Principe della foresta uscito nel 2006.
È un coniglio, grande amico del protagonista Bambi, e il suo nome deriva dall'abitudine di tamburellare sul terreno con la zampa.

## Biografia del personaggio

### Bambi(1942)
Tamburino appare per la prima volta nel film Bambi, mentre osserva il protagonista presentato alle creature della foresta come giovane principe. Qualche giorno dopo Bambi, mentre si trova fuori con sua madre, incontra nuovamente Tamburino, che si assume il compito di insegnargli a parlare. Riesce a insegnargli a dire qualche parola, come "uccellini" o "fiore", che Bambi usa per sbaglio per chiamare una puzzola. Tamburino cerca di correggerlo, ma la puzzola dice che non importa. Da quel momento i tre animali diventano amici, e l'incontro fornisce una grande lezione morale sulla tolleranza e il venire incontro al prossimo. Successivamente, in inverno, Tamburino cerca di insegnare a Bambi a pattinare sul ghiaccio, ma il cerbiatto continua ad essere barcollante.

### Bambi 2 - Bambi e il Grande Principe della foresta(2006)
In Bambi 2 - Bambi e il Grande Principe della foresta, Tamburino compare di nuovo, con le sue sorelle; nella storia cerca di aiutare Bambi a imparare ad essere coraggioso per impressionare suo padre.
Tamburino è inoltre il protagonista di un libro di racconti video, Thumper Goes Exploring, che è stato pubblicato nella Platinum Edition di Bambi nel marzo 2005.

## Concezione e sviluppo
Il personaggio ebbe influenza nella produzione del film Bambi, la cui produzione cominciò con un tono adulto, più simile al libro di partenza, che però sembrava ai produttori del film troppo serio e poco commerciale: il doppiatore statunitense del personaggio Peter Behn, di 4 anni, spinse affinché Tamburino acquistasse un ruolo più importante, e grazie anche a questo si decise di focalizzare la storia su giovani animali.
Tamburino non compare nel libro da cui il film è tratto: la sua personalità e il suo aspetto sono basati sul personaggio di Benjamin Bunny di Beatrix Potter.

## Accoglienza
Tamburino è situato al 44º posto nella classifica dei 50 migliori personaggi animati stilata dalla rivista Empire.
In inglese la parola Thumper è usata come metafora per un cucciolo da coccolare quando ci si riferisce alle donne.
È rimasta inoltre famosa la frase insegnatagli dai suoi genitori, ovvero "quando non puoi dire una cosa gentile, è molto meglio starsene zitti" (if you can't say something nice, don't say nothing at all). Questa morale è oggi nota come "principio di Tamburino", "legge di Tamburino" o "regola di Tamburino".
Il nome "Thumper" è stato usato per un progetto della General Electric Company che cercava modi di difendere gli USA dai missili balistici, come il V2, che venivano usati dalla Germania durante la Seconda guerra mondiale. Il progetto fu seguito dal programma della United States Air Force denominato BAMBI (BAllistic Missile Boost Intercept).
Ha ispirato inoltre il nome di una guardia del corpo del film Agente 007 - Una cascata di diamanti (che fa coppia con un'altra chiamata Bambi) e di una cavalletta del film A Bug's Life - Megaminimondo (il regista, John Lasseter, è infatti un grande fan del personaggio, tanto da usarlo come riferimento per il personaggio di Russell nel film Up).

## Altri media
Come molti altri personaggi Disney, Tamburino è apparso nella serie House of Mouse - Il Topoclub e nel film Chi ha incastrato Roger Rabbit; in quest'ultimo, in particolare, viene citato da Roger Rabbit come suo zio durante una scena. Compare inoltre alla fine del film Il re leone 3 - Hakuna Matata.
Dal 1943 ad oggi è comparso in più di 300 storie a fumetti a livello internazionale, soprattutto di produzione statunitense, britannica e italiana.
La Disney Consumer Products ha inoltre iniziato un nuovo franchise, Disney Bunnies, con Tamburino come personaggio principale.